# Gustaf Fredrik Åkerhielm
Gustaf Fredrik Åkerhielm af Margrethelund, född den 10 februari 1776, död den 23 september 1853, var en svensk friherre, militär, teaterchef och ämbetsman.

## Biografi

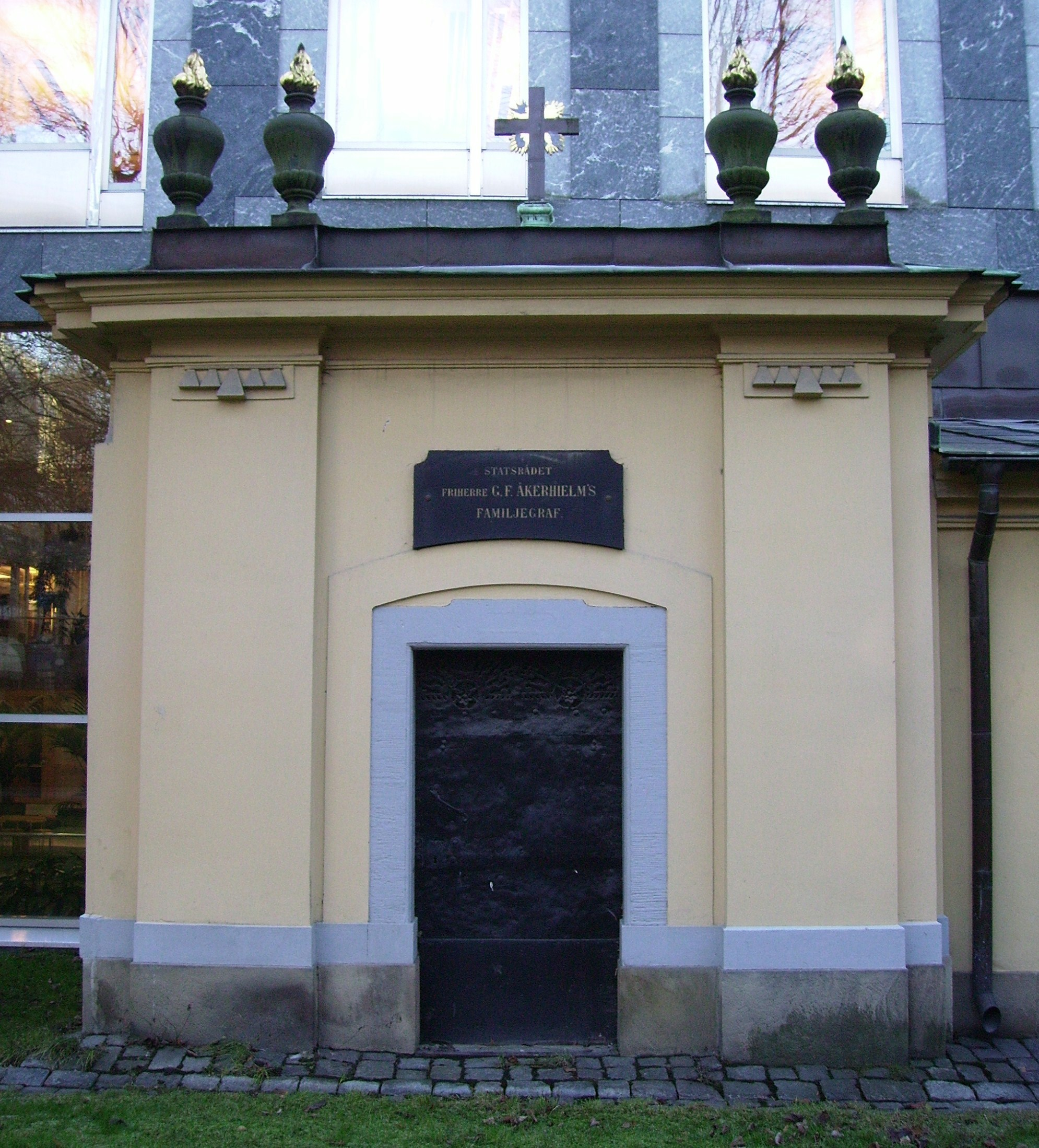
Gustaf Fredrik Åkerhielms gravkor på Klara kyrkas kyrkogård i Stockholm.

Gustaf Fredrik Åkerhielm var son till ryttmästaren Samuel Fredrik Åkerhielm (1748-1800) och Fredrika Lovisa Uggla (1746-1794) vars mor tillhörde ätten Nordenflycht. Han blev kornett vid Livhusarerna 1793 och ryttmästare 1801, deltog i finska kriget och blev 1810 överstelöjtnant. År 1811 tog han avsked med överstes titel. 
Efter den militära karriären ägnade han sig åt skötseln av den egna egendomen och reste ofta utomlands. Åren 1818-23 var Åkerhielm direktör för Kungl. Ma:jts Hovkapell och spektakler. Han var chef för Kungliga Teatern i Stockholm, och författade själv några tragedier, som exempelvis "Engelbrekt". Han lär ha introducerat Shakespeare i Sverige. 
Åkerhielm hade flera karriärer på gång. Han blev ordförande för Styrelsen för Fängelser och Arbetsinrättningar i Riket, Kriminalvårdens föregångare, år 1826. Han försökte humanisera fångvården i tidens anda. År 1827 blev han även generaltulldirektör. 
Från 1800 deltog Åkerhielm i riksmötena och var även riksdagsman. Han var ordförande i Konstitutionsutskottet 1817-18, statsrevisor 1820, ordförande för riksgäldsfullmäktige 1821-31. År 1831 kallades han till statsrådet, och tillhörde Karl XIV Johans mera moderata rådgivare. När oppositionen tvingade fram förändringar i statsrådet tvingades Åkerhielm avgå.
Gustaf Fredrik Åkerhielm köpte Ulvsundagodset i Bromma, väster om Stockholm, år 1843 för 133 333 riksdaler. Han ägde godset åren 1843-1853. Efter hans död ärvdes det av sonen, senare statsministern Gustaf Samuel Åkerhielm (1833-1900). Åkerhielmarna ägde Ulvsunda slott i sammanlagt 57 år, åren 1843-1900. Gustaf Åkerhielm var ägare i 47 år av dessa, åren 1853-1900, då han avled. Några restaurerings- eller reparationsarbeten på slottet finns inte dokumenterade under denna tid. Därefter förvaltade Åkerhielmska sterbhuset godset i några år innan sterbhuset sålde Ulvsunda 1902. Sedan den sista adlige ägaren till Ulvsunda, friherre Gustaf Åkerhielm, avlidit år 1900 stod slottet obebott några år. Då omfattade Ulvsundagodset större delen av östra Bromma. Nya AB Atlas övertog Ulvsundagodset, som sedan såldes till landstinget. Staden köpte den återstående delen av egendomen 1904. "Det stora lantegendomsköpet" omfattade således Ulvsundas, Tranebergs, Åkeshovs och Stora Ängbys arealer, sammanlagt 587 hektar. 
Han var först gift med sin syssling Helena Charlotta, en dotter till Samuel af Ugglas, men äktenskapet var barnlöst. Han gifte om sig med den danska hovfröken Elisabet Sofia Anker, vars mor var av pommersk adel. I det äktenskapet var han far till statsministern Gustaf Åkerhielm.